# Joseph Conlan
Joseph Richard Conlan is een Amerikaans componist voor film en televisie.
Conlan is twee keer genomineerd voor zijn werk met een Emmy Award, en heeft muziek gecomponeerd voor onder andere de televisieseries NCIS, Tour of Duty en Simon & Simon, en films als Spiders 3D en Behind Enemy Lines: Colombia.

## Biografie
Op jonge leeftijd verhuisde Conlan van zijn geboortestad New York naar Los Angeles waar hij pianolessen nam. In zijn tienerjaren schreef hij al muziek voor ensembles en koren. Een vriend van Conlan introduceerde hem met een boek over filmmuziek, en raakte geïnteresseerd.
Na enkele jaren van muziek voor radiostations te hebben gemaakt begon Conlan te werken voor televisie. Enkele van zijn eerste muzieknummers waren voor de series Eight is Enough, Starsky & Hutch en Hart to Hart.
Joe Conlan is bekend om het mixen van traditionele instrumentatie met elektronische klanken.